# Епархия Ипамери
Епархия Ипамери (лат. Dioecesis Ipameriensis) — епархия Римско-Католической церкви с центром в городе Ипамери, Бразилия. Епархия Ипамери входит в митрополию Гоянии. Кафедральным собором епархии Ипамери является церковь Святого Духа.  

## История
11 октября 1966 года Римский папа Павел VI издал буллу «De animorum», которой учредил епархию Ипамери, выделив её из apxиепархии Гоянии.
29 марта 1989 года епархия Ипамери передала часть своей территории епархии Лузиании.

## Ординарии епархии
- епископ Gilberto Pereira Lopes (1966—1975)
- епископ Antônio Ribeiro de Oliveira (1975—1985)
- епископ Tarcísio Sebastião Batista Lopes OFMCap (1986—1998)
- епископ Guilherme Antônio Werlang MSF (1999 — по настоящее время)

## Источник
- Annuario Pontificio, Ватикан, 2007
- Булла De animorum  (лат.)